# Leinster House
Leinster House (in irlandese: Teach Laighean) è dal 1949 la sede dell'Oireachtas (il Parlamento) della Repubblica d'Irlanda. Dal 1922 al 1949 ospitò il Parlamento dello Stato Libero d'Irlanda e, precedentemente, fu la residenza del Duca di Leinster.
Leinster House è passato da antica residenza ducale a sede del Parlamento: dapprima dello Stato libero d’Irlanda e successivamente del più moderno stato irlandese. L’edificio è il punto d’incontro tra il Dáil Éireann e il Seanad Éireann, rispettivamente Camera e Senato irlandese. Del complesso di edifici, Leinster House è la parte più riconoscibile: il “volto pubblico”, il nucleo centrale, circondato dal successivo Block 66 e dal Leinster House 2000, l’ala del nuovo millennio che ospita membri di tutti i partiti. Inoltre, l’edificio è divenuto modello nella progettazione della Casa Bianca degli Stati Uniti d’America.